# Haley-Gletscher
Der Haley-Gletscher ist ein Gletscher an der Black-Küste des Palmerlands auf der Antarktischen Halbinsel. Er fließt in südöstlicher Richtung entlang der Nordseite des Rowley-Massivs zum Odom Inlet.
Der United States Geological Survey kartierte ihn im Jahr 1974. Das Advisory Committee on Antarctic Names benannte den Gletscher 1976 nach Philip H. Haley (* 1952), Biologe des United States Antarctic Research Program auf der Palmer-Station im Jahr 1973.